# アイ・ガット・マーマン
アイ・ガット・マーマン (I GOT MERMAN) とは、1987年に初演された、宮本亜門が制作して演出したオリジナルのミュージカル作品である。

## 概要
ミュージカル女優エセル・マーマンの生涯を、3人のマーマン役女優と2台のピアノで描く。宮本亜門の演出デビュー作品で、この作品の評価により、第43回文化庁芸術祭賞を受賞する。曲はマーマン自身が出演して歌った曲が使われ、表題は劇中で使用されているアイ・ガット・リズムを捩ったものである。
2001年に、コネチカット州のリッチ・フォーラム劇場でアメリカ公演も上演され、キャストは現地のオーディションで選定した。
2012年に初演から25周年を記念して、諏訪マリー、田中利花、中島啓江らのオリジナルキャストでコンサート版、浦嶋りんこ、シルビア・グラブ、エリアンナらのファビュラス・キャスト、樹里咲穂、西国原礼子、Mizらのニューキャスト、それぞれのバージョンも上演された。

## 上演年表
| 日時、場所 | キャスト | スタッフ |
| --- | --- | --- |
| 1987年4月11日 - 13日 ブディストホール | 諏訪マリー、田中利花、中島啓江 | 構成・演出：宮本亜門、訳詞：大場公之、編曲・ピアノ演奏：深沢桂子、ピアノ演奏：種村久美子、舞台監督：村田明・矢田貝誠吾、演出助手：秋山佐和子、衣装：宇野善子、美術：島川とおる、照明：西川園代、音響：安藤淳、監修：風早美樹、制作：宮本企画・冨田日出子・株式会社UPS |
| 1987年12月16日 - 22日 ブディストホール | 諏訪マリー、田中利花、中島啓江 | 構成・演出・制作：宮本亜門、訳詞：大場公之、編曲：深沢桂子、ピアノ演奏：種村久美子・深沢桂子、舞台監督：村田明・矢田貝誠吾、衣装：宇野善子、美術：島川とおる、照明：西川園代、音響：安藤淳、監修：風早美樹、制作：冨田日出子・秋山佐和子・宮本企画 |
| 1988年8月26日 - 31日 博品館劇場 | 諏訪マリー、田中利花、中島啓江 | 企画・構成・演出：宮本亜門、訳詞：大場公之、編曲：深沢桂子、ピアノ演奏：種村久美子・深沢桂子、舞台監督：村田明、衣装：宇野善子、美術：島川とおる、照明：西川園代、音響：安藤淳、監修：風早美樹、企画・制作：博品館劇場・宮本企画 |
| 1988年10月3日 - 7日 道新ホール | 諏訪マリー、田中利花、中島啓江 | 企画・構成・演出：宮本亜門、訳詞：大場公之、編曲：深沢桂子、ピアノ演奏：種村久美子・深沢桂子、舞台監督：村田明、衣装：宇野善子、美術：島川とおる、照明：西川園代、音響：安藤淳、監修：風早美樹、企画・制作：宮本企画 |
| 1988年10月12日 宝塚ホテル(ディナーショー) | 諏訪マリー、田中利花、中島啓江 | 企画・構成・演出：宮本亜門、訳詞・歌唱指導：大場公之、音楽監督・編曲・歌唱指導：深沢桂子、ピアノ演奏：種村久美子・深沢桂子、舞台監督：村田明、衣装：宇野善子、美術：島川とおる、照明：西川園代、音響：安藤淳、監修：風早美樹、制作：宮本企画 |
| 1988年10月28日 - 30日 ブディストホール「昭和63年度文化庁芸術祭賞」受賞 | 諏訪マリー、田中利花、中島啓江 | 作・演出・振付：宮本亜門、訳詞・歌唱指導：大場公之、音楽監督・編曲：深沢桂子、ピアノ演奏：種村久美子・深沢桂子、舞台監督：村田明、衣装：宇野善子、美術：島川とおる、照明：西川園代、音響：安藤淳、監修：風早美樹、企画・制作：宮本企画 |
| 1989年12月1日 - 3日 近鉄アート館12月4日 福井武生市文化センター12月6日 - 9日 名古屋NBNホール12月13日 相模原南市民ホール12月15日 町田市民ホール12月19日 パルテノン多摩(小ホール)12月20日 藤沢市民ホール(小ホール)12月23日 - 28日 博品館劇場 | 【Aチーム】諏訪マリー、田中利花、中島啓江【Bチーム】北村岳子、福間睦美、森公美子                                                                                                 | 作・演出・振付：宮本亜門、訳詞・歌唱指導：大場公之、音楽監督・編曲：深沢桂子、ピアノ演奏：種村久美子・深沢桂子、池上知嘉子、中條純子、舞台監督：村田明、衣装：宇野善子、美術：島川とおる、照明：西川園代、音響：安藤淳、監修：風早美樹、制作：博品館劇場・宮本企画 |
| 1990年12月2日 - 5日 テレピアホール12月8日 - 9日 みろくの里本多劇場12月10日 玉島文化センター12月11日 井原市民会館12月14日 - 16日 イムズホール12月18日 - 19日 グリーンホール12月21日 - 25日 近鉄アート館12月27日 - 30日 博品館劇場 | 諏訪マリー、田中利花、中島啓江 | 作・演出・振付：宮本亜門、訳詞・歌唱指導：大場公之、音楽監督・編曲：深沢桂子、ピアノ演奏：種村久美子・深沢桂子、衣装：宇野善子、美術：島川とおる、照明：西川園代、音響：安藤淳、舞台監督：村田明、監修：風早美樹、制作：博品館劇場・宮本企画 |
| 1992年5月8日 - 7月31日 博品館劇場 | 【オリジナル・キャスト】諏訪マリー、田中利花、中島啓江【ニュー・キャスト】杉村理加、高谷あゆみ、花山佳子【ブロードウェイ・キャスト】Nora Mae Lyng、Carolee Carmello、Brooks Almy | 作・演出・振付：宮本亜門、訳詞・歌唱指導：大場公之、音楽監督・編曲：深沢桂子、ピアノ演奏：種村久美子・深沢桂子(オリジナル・キャスト)、関澤美香、中山あき(ニュー・キャスト)、池上知嘉子、中條純子(ブロードウェイ・キャスト)、衣装：宇野善子、美術：島川とおる、照明：西川園代、音響：松木哲志、舞台監督：村田明、演出助手：北村直子・福間睦美、監修：風早美樹、英語版台本：ゲーリー・パールマン、制作：博品館劇場・プエルタ・デル・ソル |
| 1992年5月30日 - 31日 仙台市青年文化センター6月19日 - 20日 浜松市福祉文化会館6月23日 京都府立府民ホール アルティ6月25日 岡山市民文化ホール6月27日 - 28日 広島アステールプラザ7月3日 - 5日 イムズホール7月7日 - 12日 近鉄アート館7月14日 - 17日 名古屋テレピアホール7月21日 - 22日 札幌サンプラザホール | 諏訪マリー、田中利花、中島啓江 | 作・演出・振付：宮本亜門、訳詞・歌唱指導：大場公之、音楽監督・編曲：深沢桂子、ピアノ演奏：種村久美子・深沢桂子、衣装：宇野善子、美術：島川とおる、照明：西川園代、音響：松木哲志、舞台監督：村田明、演出助手：北村直子・福間睦美、監修：風早美樹 |
| 1999年10月4日 - 27日 博品館劇場10月30日 - 31日 水戸芸術館ACM劇場11月3日 志木市民会館パルシティ11月5日 つくばカピオホール11月9日 - 10日 かめありリリオホール11月13日 江東区文化センターホール11月16日 音更町文化センター11月18日 朝日町サンライズホール11月20日 Zepp Sapporo 11月21日 長万部町学習文化センター文化ホール11月23日 秋田県児童会館子ども劇場11月24日 - 25日 青森市民文化ホール11月26日 盛岡市民文化ホール11月30日 郡山市民文化センター中ホール12月1日 川西町フレンドリープラザ12月3日 - 5日 仙台市青年文化センターシアターホール12月7日 柏崎市民会館12月8日 - 9日 新潟県民会館大ホール12月10日 - 11日 伊勢崎市文化会館12月14日 野々市町文化会館フォルテ12月15日 - 17日 アートピア・ホール12月18日 長泉町文化センターベルフォーレ12月19日 - 23日 メディアホール | 【オリジナル・キャスト】諏訪マリー、田中利花、中島啓江【ニュー・キャスト】杉村理加、高谷あゆみ、花山佳子                                                                         | 作・演出・振付：宮本亜門、訳詞・歌唱指導：大場公之、音楽監督・編曲：深沢桂子、ピアノ演奏：種村久美子・中條純子・中山あき・宇賀神典子・山口まどか・玉井悦子、衣装：宇野善子、美術：島川とおる、照明：西川園代、音響：山本浩一、ヘアメイク：角田和子、演出助手：加藤裕、舞台監督：村田明、協力：風早美樹、制作：博品館劇場・ケイダッシュステージ、企画・製作：プエルタ・デル・ソル                                                       |
| 2000年1月2日 - 5日 シアター・ドラマシティ1月7日 グリーンホール相模大野1月8日 浦和市文化センター大ホール1月13日 - 14日 平塚市民センター1月18日 - 21日 神奈川県立青年少年センター・ホール1月22日 茅ヶ崎市民文化会館1月24日 - 25日 横須賀市文化会館1月26日 - 27日 藤沢市民会館1月28 - 29日 海老名市文化会館 1月31日 - 2月1日 鎌倉芸術館2月2日 - 3日 エポック中原2月4日 - 5日 幸市民館2月8日 多摩市民館2月9日 - 11日 宮前市民館2月12日 所沢市民文化センターミューズ マーキーホール2月15日 - 16日 青葉の森公園芸術文化ホール2月17日 - 18日 山梨県民文化ホール(小ホール)2月20日 足利市民会館2月23日 守山市民ホール2月25日 長野県県民文化会館中ホール2月27日 山口市民会館2月28日 アステールプラザ大ホール3月1日 愛媛県民文化会館3月2日 高知県民文化ホール3月3日 香川県民ホール3月6日 岡山市民文化ホール3月8日 大分県立芸術会館3月10日 長崎市民会館文化ホール3月11日 佐賀市民会館3月13日 - 14日 メルパルクホールFUKUOKA3月17日 - 19日 パレット市民劇場4月13日 - 15日 赤坂ACTシアター | 【オリジナル・キャスト】諏訪マリー、田中利花、中島啓江【ニュー・キャスト】杉村理加、高谷あゆみ、花山佳子                                                                         | 作・演出・振付：宮本亜門、訳詞・歌唱指導：大場公之、音楽監督・編曲：深沢桂子、ピアノ演奏：種村久美子・中條純子・中山あき・宇賀神典子・山口まどか・玉井悦子、衣装：宇野善子、美術：島川とおる、照明：西川園代、音響：山本浩一、ヘアメイク：角田和子、演出助手：加藤裕、舞台監督：村田明、協力：風早美樹、制作：博品館劇場・ケイダッシュステージ、企画・製作：プエルタ・デル・ソル                                                       |
| 2000年10月7日 調布グリーンホール10月11日 - 12日 練馬文化センター10月13日 - 14日 名鉄ホール10月16日 板橋区立文化会館10月17日 八王子いちょうホール10月18日 日野市民会館10月19日 - 20日 船橋市民文化ホール10月22日 松戸市民会館10月24日 都留市文化ホール10月25日 - 26日 松本市市民会館10月27日 伊那文化会館10月30日 新潟市民芸術文化会館11月1日 - 2日 札幌市教育文化会館11月4日 秋田県児童会館11月6日 山形県県民会館11月7日 関内ホール11月10日 栃木県総合文化センター11月11日 桐生市市民文化会館11月13日 かめありリリオホール11月18日 岡山市立市民文化ホール11月27日 電力ホール12月3日 - 17日 博品館劇場12月19日 - 23日 シアター・ドラマシティ | 【オリジナル・キャスト】諏訪マリー、田中利花、中島啓江【ウィッチィ・シスターズ】浦島りん、シルビア・グラブ、山崎ちか                                                             | 作・演出・振付：宮本亜門、訳詞・歌唱指導：大場公之、音楽監督・編曲：深沢桂子、ピアノ演奏：種村久美子・深沢桂子(オリジナル・キャスト)、山口まどか・松本好永(ウィッチィ・シスターズ)、衣装：宇野善子、美術：島川とおる、照明：西川園代、音響：松木哲志、ヘアメイク：太田年哉・神尾貞延、演出助手：加藤佑一、舞台監督：村田明、協力：風早美樹、企画：プエルタ・デル・ソル、製作：ケイダッシュステージ                                     |
| 2001年9月18日 - 23日 米・スタンフォードセンター・リッチフォーラム劇場 | Sandy Binion、Becca Ayers、Andi Hopkins | 作・演出・振付：宮本亜門、脚本：宮本亜門・Dan W.Davis、衣裳デザイン：Willa Kim |
| 2002年9月28日 昭島市民会館9月30日 かめありリリオホール10月4日 厚木市文化会館10月12日 - 14日 札幌メディアパーク・スピカ10月25日 - 11月10日 博品館劇場11月14日 日田市民文化会館11月15日 諫早文化会館大ホール11月18日 延岡総合文化センター11月20日 メルパルクホール福岡11月23日 太子町立文化会館あすかホール11月24日 神戸国際会館こくさいホール12月1日 文化パルク城陽12月3日 鹿児島市民文化ホール(第2)12月5日 出雲市民会館12月7日 可児市文化創造センター12月8日 大井川町文化会館ミュージコ12月9日 磐田市民文化会館12月11日 亀岡会館12月13日 - 14日 シアター・ドラマシティ12月21日 パティオ池鯉鮒(知立市文化会館) | 【オリジナル・キャスト】諏訪マリー、田中利花、中島啓江【ウィッチィ・シスターズ】浦島りん、シルビア・グラブ、山崎ちか                                                             | 作・演出・振付：宮本亜門、訳詞・歌唱指導・演出助手：大場公之、音楽監督・編曲：深沢桂子、ピアノ演奏：種村久美子・深沢桂子(オリジナル・キャスト)、山口まどか・荻野清子・玉井悦子(ウィッチィ・シスターズ)、衣装：宇野善子、美術：島川とおる、照明：西川園代、音響：松木哲志、ヘアメイク：太田年哉・神尾貞延、舞台監督：村田明、協力：風早美樹、製作：ケイダッシュステージ                                                                 |
| 2012年1月3日 - 19日 シアタークリエ | 【オリジナル・キャスト】諏訪マリー、田中利花、中島啓江【ファビュラス・キャスト】エリアンナ、シルビア・グラブ、浦嶋りんこ【ニュー・キャスト】樹里咲穂、西国原礼子(SDN48)、Miz     | 作・演出・振付：宮本亜門、訳詞・歌唱指導：大場公之、音楽監督・編曲：深沢桂子、ピアノ演奏：種村久美子・深沢桂子(オリジナルキャスト)、中條純子、大隅一菜(ファビュラスキャスト・ニューキャスト)、衣装：黒須はな子、美術：島川とおる、照明：西川園代、音響：実吉英一、ヘアメイク：川端富生、映像：栗山聡之、舞台監督：村田明、演出助手：末永陽一、製作：東宝                                                                               |